# Distrito electoral 19 (Illinois)
El distrito electoral 19 (en inglés: Precinct 19) es un distrito electoral ubicado en el condado de Monroe en el estado estadounidense de Illinois. En el Censo de 2010 tenía una población de 730 habitantes y una densidad poblacional de 1.388,45 personas por km².

## Geografía
Según la Oficina del Censo de los Estados Unidos, tiene una superficie total de 0.53 km², de la cual 0.53 km² corresponden a tierra firme y (0%) 0 km² es agua.

## Demografía
Según el censo de 2010, había 730 personas residiendo en el distrito electoral 19. La densidad de población era de 1.388,45 hab./km². De los 730 habitantes, el distrito electoral 19 estaba compuesto por el 98.63% blancos, el 0.14% eran afroamericanos, el 0.14% eran amerindios, el 0.41% eran asiáticos, el 0% eran isleños del Pacífico, el 0.14% eran de otras razas y el 0.55% pertenecían a dos o más razas. Del total de la población el 0.96% eran hispanos o latinos de cualquier raza.